# Carl R. Hagen
Carl Richard Hagen es un profesor de física de partículas en la Universidad de Rochester. Es más conocido por su codescubrimiento del mecanismo de Higgs y el bosón de Higgs ("Dios de las partículas") con Gerald Guralnik y Tom Kibble. Como parte de la revista Physical Review Letters celebración del 50 aniversario, la reconocida revista de este descubrimiento como uno de los documentos hito en la historia de PRL.
En 2010, el Dr. Hagen se adjudicó JJ The American Physical Society Premio Sakurai de Física Teórica de Partículas por el "esclarecimiento de las propiedades de la ruptura espontánea de simetría en cuatro dimensiones, la teoría relativista de ancho, y del mecanismo para la generación constante de las masas del bosón de vectores".
Intereses de investigación del profesor de Hagen en el campo de la Física Teórica de Altas Energías, principalmente en el campo de la teoría cuántica de campos. Esto incluye la formulación y cuantificación de las teorías de mayor giro de campo en el contexto de la relatividad de Galileo, así como la de la relatividad especial. De trabajo en los últimos años se ha ocupado de temas como la soluble dos teorías dimensiones, la teoría del campo de Chern-Simons, la Aharonov efecto Bohm, y el efecto Casimir.
Hagen recibió su B.Sc., M.Sc., y doctorado en la física del MIT. Ha sido profesor de física en la Universidad de Rochester desde 1963. Profesor Hagen ganó el Premio a la Excelencia en la Enseñanza, del Departamento de Física y Astronomía de la Universidad de Rochester en dos ocasiones (en 1996 y 1999). En 2008, Hagen fue nombrado Árbitro Destacado por la Sociedad Americana de Física.